# Colombe Kim Hyo-im
Pour les articles homonymes, voir Sainte Colombe et Kim.
Colombe Kim Hyo-im est une laïque chrétienne coréenne, née en 1814, morte le 26 septembre 1839.
Reconnue martyre et béatifiée en 1925, elle est canonisée par le pape Jean-Paul II le 6 mai 1984 avec 102 autres martyrs de Corée.

## Biographie
Colombe Kim Hyo-im naît en 1814 à Bamseom, sur les rives de la rivière Han, près de Séoul, en Corée,. Elle est issue d'une famille non chrétienne, mais sa mère s'intéresse à la foi catholique, et s'en rapproche progressivement. Par contre, son père est un non-croyant, ne veut même pas entendre parler de cette sorte de sujet chez lui et interdit formellement d'en parler.
Après la mort de leur père, leur mère devient profondément chrétienne, ainsi que ses six enfants : Antoine, Bénédicte, Colombe Hyo-im, Agnès Hyo-ju, François et Claire. Ils sont baptisés. Peu après, Colombe Kim Hyo-im, Agnès Hyo-ju et leur jeune sœur Claire promettent de consacrer leur vie à Dieu comme vierges. Leur mère pense qu'elles devraient se marier, mais elles ne changent pas d'avis. Elles se coiffent les cheveux en chignon pour donner l'apparence d'être mariées. Elles partent vivre ensemble, avec leur frère aîné Antoine, à Yongmori à proximité de Séoul. Elles se sont consacrées à leur vie spirituelle par la prière, le jeûne deux fois par semaine, les lectures spirituelles, le chapelet, l'aumône aux démunis. Leur famille est aisée, mais la richesse matérielle ne les intéresse pas. Leur comportement reflète leur caractère doux et affectueux.
Elles sont réputées et très respectées parmi les catholiques de la région pour leur charité et leur exemple. Leur mère est morte à Yongmori ; le père Chastan était venu spécialement pour lui conférer les derniers sacrements. Depuis ce moment, elles restent à Yongmori.
En 1839, de nouvelles persécutions ont lieu en Corée, les catholiques sont arrêtés. Sur dénonciation du 3 mai 1839, la police se rend à Yongmori. Antoine est absent, l'épouse d'Antoine, Kim Lucia, peut s'échapper avec Bénédicte et Claire, et Colombe escalade le mur voisin pour se cacher dans un tas de bois. Agnès seule n'a pas pu fuir. Elle est arrêtée, ainsi que Colombe qui est découverte dans sa cachette. Colombe proteste contre la façon dont les policiers maltraitent sa jeune sœur. Elles sont emmenées à Séoul, interrogées et torturées. Comme elles restent sereines, les gardes frappent plus fort, les mettent toutes nues et continuent de les torturer, en vain. Alors le magistrat décide de s'en prendre à leur virginité, elles sont mises nues avec des criminels, mais aucun homme n'arrive à les toucher, elles sont comme protégées par une force mystérieuse.
Colombe Kim Hyo-im se plaint auprès du chef des magistrats de ces attaques contre leur virginité, disant qu'elle et sa sœur sont prêtes à mourir, mais n'admettent pas ces attaques hors de propos. Le chef des magistrats lui donne raison, affirme qu'on ne doit pas attenter à leur virginité et ordonne une enquête interne.
Elles sont encore interrogées pour révéler les cachettes de leur frère et des autres catholiques, mais elles refusent. La sœur de Colombe, Agnès, est exécutée le 3 septembre 1839, et Colombe à son tour est décapitée le 26 septembre suivant, à 26 ans, avec huit autres catholiques.

## Canonisation
Colombe Kim Hyo-im est reconnue martyre par décret du Saint-Siège le 9 mai 1925 et ainsi proclamée vénérable. Elle est béatifiée (proclamée bienheureuse) le 6 juin suivant par le pape Pie XI.
Elle est canonisée (proclamée sainte) par le pape Jean-Paul II le 6 mai 1984 à Séoul avec 102 autres martyrs de Corée. 
Sainte Colombe Kim Hyo-im est fêtée le 26 septembre, jour anniversaire de son décès, et aussi le 20 septembre, date commune avec les autres martyrs de Corée. 